# Peče celá země
Peče celá země je česká verze britského pořadu The Great British Bake Off, ve které soutěží amatérští cukráři a pekaři. Pořad vysílá Česká televize, první řada měla premiéru 4. ledna 2020, soutěži byl vyhrazen sobotní hlavní vysílací čas. Porota je dvoučlenná, tvoří ji Josef Maršálek a Michaela Landová (v první řadě Mirka van Gils Slavíková). Pořadem provází Tereza Bebarová a Václav Kopta. Vítězkou první řady a držitelkou titulu Mistr pekař se stala Petra Burianová. Po odvysílání finále první série televize oznámila zahájení příprav další řady, soutěžící byli vybráni po letních prázdninách a natáčení probíhalo od května 2021. Na konci června 2022 byly oznámeny přípravy třetí řady a souběžně s tím i spuštěno přihlašování.

## Formát
Cílem pořadu je najít nejlepšího cukráře a pekaře mezi dvanácti amatérskými soutěžícími. Soutěž probíhá v prostředí zámku Bon Repos. Soutěžící dostávají v každém díle úkoly z různých oblastí pečení, například výroba pravých podkrkonošských buchet, recept na upečení kvasového chleba, slaných koláčů, složitého dortu nebo regionálních laskomin. V každém dílu musí splnit tři zadání, přičemž první dva v jeden den, poslední úkol, který bývá nejnáročnější, se natáčí v den následující. Porota v závěru každé epizody vybírá ze soutěžících pekaře týdne, tedy toho, komu se úkoly podařilo splnit nejlépe. Naopak ten, jehož výtvory byly nejhorší, je na konci dílu vyřazen. Do poslední epizody se probojuje finálová trojice, ze které porota vybere celkového vítěze. Celkem za jednu řadu připraví soutěžící pro diváky asi 160 receptů a spotřebují 360 kilogramů mouky, 96 kilogramů čokolády, 120 kilogramů čerstvého ovoce, 140 kilogramů másla a 2 650 kusů vajec.
Trojice výzev je následující:
- Osobní výzva

Během tohoto úkolu mohou soutěžící předvést své dobře otestované recepty, které běžně připravují pro svou rodinu a přátele. Zadání výzvy znají předem.
- Technická výzva

Tuto výzvu má na starost vždy jeden z porotců – ti se při jejím zadávání střídají. Obsah výzvy soutěžící předem neznají, všichni ale dostanou stejné suroviny a totožný recept. Cílem technické výzvy je otestovat schopnosti a znalosti soutěžících a zjistit, zda jsou schopni pracovat i s recepty, které možná dříve ještě nepřipravovali. Během technické výzvy není porota v soutěžním stanu přítomna, a to proto, aby mohla hodnotit nezávisle. Finální výrobky na konci oznámkuje od nejhoršího po nejlepší.
- Kreativní výzva

V této výzvě mají soutěžící ukázat svůj talent, zkušenosti a představivost, ale nesmí zapomenout ani na výjimečnou chuť. Na tento úkol dostávají také nejvíce času, zadání znají předem.

## Přehled řad
| Řada | Premiéra        | Finále          | Počet soutěžících | Vítěz               | Finalisté          | Porotci                  | Porotci        | Průměrná sledovanost |
| ---- | --------------- | --------------- | ----------------- | ------------------- | ------------------ | ------------------------ | -------------- | -------------------- |
| 1    | 4. ledna 2020   | 14. března 2020 | 12                | Petra Burianová     | Anička Klápšťová   | Mirka van Gils Slavíková | Josef Maršálek | 1 269 000            |
| 1    | 4. ledna 2020   | 14. března 2020 | 12                | Petra Burianová     | Pavlína Johnová    | Mirka van Gils Slavíková | Josef Maršálek | 1 269 000            |
| 2    | 12. března 2022 | 14. května 2022 | 12                | Martina Kynstlerová | Jana Pokorná       | Michaela Landová         | Josef Maršálek | 978 200              |
| 2    | 12. března 2022 | 14. května 2022 | 12                | Martina Kynstlerová | Lucie Dvořáková    | Michaela Landová         | Josef Maršálek | 978 200              |
| 3    | 6. ledna 2024   | 16. března 2024 | 12                | Vojtěch Vrtiška     | Roman Klumpar      | Michaela Landová         | Josef Maršálek | 1 161 800            |
| 3    | 6. ledna 2024   | 16. března 2024 | 12                | Vojtěch Vrtiška     | Tereza Olbrichtová | Michaela Landová         | Josef Maršálek | 1 161 800            |

### 1. řada
První řada byla odvysílána v roce 2020. Do finále postoupily Petra Burianová, Pavlína Johnová a Anička Klápšťová. 14. března 2020 získala titul Mistr pekař Petra Burianová.

### 2. řada
Druhá řada byla připravena pro rok 2022. Místo natáčení zůstalo stejné, nezměnili se ani moderátoři. Jedinou změnou bylo nahrazení porotkyně Mirky van Gils Slavíkové Michaelou Landovou. Do finále postoupily Jana Pokorná, Lucie Dvořáková a Martina Kynstlerová. 14. května 2022 získala titul Mistr pekař Martina Kynstlerová.

### 3. řada
Ve třetí řadě zůstalo vše stejné jako v řadě předchozí. První díl byl odvysílán 6. ledna 2024. Vítězem se stal a  titul Mistr pekař získal Vojtěch Vrtiška.

## Velikonoční speciál
Ve spojení s nadací Pomozte dětem byl na Velikonoční pondělí 1. dubna 2024 odvysílán speciální charitativní díl pořadu, kterého se zúčastnili Jitka Čvančarová, Martina Hynková-Vrbová, Barbora Poláková, Martin Písařík a Rudy Linka, se kterými své výtvory tvořili také moderátoři Tereza Bebarová a Václav Kopta. V kreativní výzvě soutěžící připravovali za 1 hodinu 10 nekynutých jidášů, tématem kreativní výzvy bylo upečení velikonočního dortu nebo jiného velikonočního výrobku za 105 minut. Vítězem večera se stal Martin Písařík, pro nadaci se vybralo téměř 10 milionů korun.